# Webera pulchella
Webera pulchella là một loài rêu trong họ Bryaceae. Loài này được Hedw. Fürnr. mô tả khoa học đầu tiên năm 1829.